# Динара
Динара је планина по којој је цели Динарски планински систем добио име. Чини природну границу између Босне и Херцеговине и Хрватске. 
На североистоку се граничи са Граховским и Ливањским пољем, на северозападу долином река Бутишнице и Граба, на југозападу долином реке Цетине и на југоистоку планином Камешницом и нижим земљиштем које веже Сињско поље са Бушким блатом. По дужини Динара је друга међу Динарским планинама са 84 km. 
Највиши врх је Троглав (1913 м). који се налази у Босни и Херцеговини. Други по величини је врх Динара (Сињал) (1831 м) што је највиши планински врх у Хрватској. Називи овог врха се разликују зависно како их зове локално становништво. Географи га обележавају као Динара. 
Остали виши врхови су: Бат (1854 м), Гњат (1806 м), Јански врх (1790 м), Јанково брдо (1779 м), Сокол (1589 м) и Орловац (1484 м). 
Због кречњачке грађе, на планинама нема водених токова, нити значајнијих извора, ако се изузму понори на северном и врела на јужном подножју. Супротности присојних и осојних страна су наглашене у вегетацији. Присојна страна је претежно оголели крашки камењар са ретко разбацаним оазама ксерофилне шуме и шикаре, а осојна претежно под мешаном буковом и јеловом шумом и мало смреке. На облим врховима и пространим таласастим долинама између њих су планински пашњаци. 
Оскудне пољопривредне културе налазе се у ограђеним просторима. Осим многобројних сточарских стаза и путева преко Динаре води и пут преко Вагањског седла (1137 м) који спаја Ливно и Сињ. У географским појмовима планински простор од Словеначких Алпа, преко Јелице, Мучња и Голијских планина до Шарских планина се назива Динаридима.
На карти Петера Фрајлендера (Peter Freiländer) Quinta Europa Tabula из 1520. године, назначено је да на простору планине Динаре живе планински Срби - Srby Montes.